# Liste der Einträge im National Register of Historic Places im Bristol County (Massachusetts)

Lage des Bristol County in Massachusetts

Die Liste der Einträge im National Register of Historic Places im Bristol County in Massachusetts führt alle Bauwerke, National Historic Landmarks und historischen Stätten im Bristol County auf, die in das National Register of Historic Places aufgenommen wurden.
Aufgrund der Vielzahl der vorhandenen Einträge gibt es für die Städte Fall River, New Bedford und Taunton eigene Listen:
- Liste der Einträge im National Register of Historic Places in Fall River (Massachusetts), 102 Einträge
- Liste der Einträge im National Register of Historic Places in New Bedford (Massachusetts), 43 Einträge
- Liste der Einträge im National Register of Historic Places in Taunton (Massachusetts), 95 Einträge

## Legende
| NRHP | Historic Place             |
| NHL  | Historic Landmark          |
| NHLD | Historic Landmark District |
| HD   | Historic District          |

## Aktuelle Einträge
| [ 2 ] | Name                                               | Bild                                             | Eintragsdatum                  | Lage                                                                                      | Ort                | Beschreibung |
| ----- | -------------------------------------------------- | ------------------------------------------------ | ------------------------------ | ----------------------------------------------------------------------------------------- | ------------------ | --- |
| 1     | Elisha Allen House                                 | Elisha Allen House                               | 6. Juni 1983 ID-Nr. 83000616   | 108 Homestead Ave. 41° 52′ 50,9″ N, 71° 16′ 9,1″ W                                        | Rehoboth           | |
| 2     | Anawan Club Clubhouse and Caretaker’s House        | Anawan Club Clubhouse and Caretaker’s House      | 6. Juni 1983 ID-Nr. 83000618   | 13 Gorham St. 41° 49′ 35″ N, 71° 13′ 25″ W                                                | Rehoboth           | |
| 3     | Anawan Rock                                        | Anawan Rock                                      | 6. Juni 1983 ID-Nr. 83000619   | Anawan St. 41° 51′ 54″ N, 71° 12′ 52″ W                                                   | Rehoboth           | |
| 4     | Angle Tree Stone                                   | Angle Tree Stone                                 | 1. Jan. 1976 ID-Nr. 76000228   | 41° 59′ 6″ N, 71° 21′ 54″ W                                                               | North Attleborough | Liegt zugleich auf dem Gebiet von Plainville im Norfolk County.                                                           |
| 5     | David M. Anthony House                             | David M. Anthony House                           | 16. Feb. 1990 ID-Nr. 90000059  | 98 Bay Point Ave. 41° 42′ 37″ N, 71° 12′ 37″ W                                            | Swansea            | |
| 6     | Harold H. Anthony House                            | Harold H. Anthony House                          | 12. Feb. 1990 ID-Nr. 90000058  | 132 Bay Point Ave. 41° 42′ 39″ N, 71° 12′ 43″ W                                           | Swansea            | |
| 7     | Apponegansett Meeting House                        | Apponegansett Meeting House                      | 14. März 1991 ID-Nr. 91000241  | Russells Mills Rd. 41° 35′ 2″ N, 70° 59′ 43,1″ W                                          | Dartmouth          | |
| 8     | Assonet Historic District                          |                                                  | 9. Sep. 1999 ID-Nr. 99001116   | 41° 47′ 36″ N, 71° 4′ 12″ W                                                               | Freetown           | |
| 9     | Attleborough Falls Gasholder Building              | Attleborough Falls Gasholder Building            | 1. Aug. 1996 ID-Nr. 96000848   | 380 Elm St. 41° 58′ 28″ N, 71° 19′ 11″ W                                                  | North Attleborough | |
| 10    | Attleborough Falls Historic District               | Attleborough Falls Historic District             | 6. Jan. 2004 ID-Nr. 03001372   | 41° 35′ 2″ N, 70° 59′ 43″ W                                                               | North Attleborough | |
| 11    | Baker House                                        | Baker House                                      | 6. Juni 1983 ID-Nr. 83000622   | 191 Hornbine St. 41° 47′ 31″ N, 71° 11′ 36″ W                                             | Rehoboth           | |
| 12    | Bark Street School                                 | Bark Street School                               | 16. Feb. 1990 ID-Nr. 90000062  | Stevens Rd. 41° 44′ 58″ N, 71° 9′ 50″ W                                                   | Swansea            | |
| 13    | Barneyville Historic District                      | Barneyville Historic District                    | 16. Feb. 1990 ID-Nr. 90000052  | Old Providence und Barneyville Rds. 41° 46′ 17″ N, 71° 17′ 0″ W                           | Swansea            | |
| 14    | H.F. Barrows Manufacturing Company Building        | H.F. Barrows Manufacturing Company Building      | 30. Aug. 2001 ID-Nr. 01000907  | 102 S. Washington St. 41° 58′ 45″ N, 71° 20′ 0″ W                                         | North Attleborough | |
| 15    | Bay Road                                           | Bay Road                                         | 5. Mai 1972 ID-Nr. 72000118    | 416-535 Bay Rd. 42° 0′ 36″ N, 71° 7′ 17″ W                                                | Easton             | |
| 16    | Bend of the Lane                                   | Bend of the Lane                                 | 12. Feb. 1990 ID-Nr. 90000057  | 181 Cedar Ave. 41° 44′ 28″ N, 71° 13′ 12″ W                                               | Swansea            | |
| 17    | Berkley Common Historic District                   | Berkley Common Historic District                 | 19. Jan. 2016 ID-Nr. 15000980  | N. Main, S. Main, Porter & Locust St. 41° 50′ 45,3″ N, 71° 4′ 54,6″ W                     | Berkley            | |
| 18    | Blackinton Houses and Park                         | Blackinton Houses and Park                       | 20. Apr. 1979 ID-Nr. 79000326  | N. Main St. 41° 57′ 1″ N, 71° 17′ 31″ W                                                   | Attleboro          | |
| 19    | Abiah Bliss House                                  | Abiah Bliss House                                | 6. Juni 1983 ID-Nr. 83000625   | 154 Agricultural Ave. 41° 53′ 20″ N, 71° 16′ 29″ W                                        | Rehoboth           | |
| 20    | Daniel Bliss Homestead                             | Daniel Bliss Homestead                           | 6. Juni 1983 ID-Nr. 83000626   | 76 Homestead Ave. 41° 52′ 43″ N, 71° 15′ 53″ W                                            | Rehoboth           | |
| 21    | Borderland Historic District                       | Borderland Historic District                     | 16. Juni 1997 ID-Nr. 97000497  | Massapoag Avenue 42° 4′ 1,6″ N, 71° 9′ 24,1″ W                                            | Easton             | Flächengleich mit dem Borderland State Park, der sich bis nach Sharon im Norfolk County erstreckt.                        |
| 22    | Nathan Bowen House                                 | Nathan Bowen House                               | 6. Juni 1983 ID-Nr. 83000633   | 26 Kelton St. 41° 49′ 50,2″ N, 71° 13′ 46,9″ W                                            | Rehoboth           | |
| 23    | Bramble Hill                                       | Bramble Hill                                     | 6. Juni 1983 ID-Nr. 83000634   | 32 Moulton St. 41° 51′ 23″ N, 71° 14′ 34,1″ W                                             | Rehoboth           | |
| 24    | Brayton Homestead                                  |                                                  | 26. Mai 2020 ID-Nr. 100005077  | 159 Brayton Ave. 41° 43′ 30,1″ N, 71° 9′ 46,9″ W                                          | Somerset           | |
| 25    | Briggs Tavern                                      | Briggs Tavern                                    | 6. Juni 1983 ID-Nr. 83000636   | 2 Anawan St. 41° 54′ 13″ N, 71° 13′ 9″ W                                                  | Rehoboth           | |
| 26    | Brown House                                        | Brown House                                      | 6. Juni 1983 ID-Nr. 83000639   | 384 Tremont St. 41° 54′ 7″ N, 71° 15′ 48″ W                                               | Rehoboth           | |
| 27    | John Brown IV House                                | John Brown IV House                              | 16. Feb. 1990 ID-Nr. 90000064  | 703 Pearse Rd. 41° 43′ 40″ N, 71° 13′ 41″ W                                               | Swansea            | |
| 28    | Deacon John Buffington House                       | Deacon John Buffington House                     | 16. Feb. 1990 ID-Nr. 90000056  | 262 Cedar Ave. 41° 44′ 25″ N, 71° 13′ 5″ W                                                | Swansea            | |
| 29    | Cadman-White-Handy House                           | Cadman-White-Handy House                         | 16. Juli 1992 ID-Nr. 92000831  | 202 Hixbridge Rd. 41° 34′ 18″ N, 71° 4′ 36″ W                                             | Westport           | |
| 30    | Capron House                                       | Capron House                                     | 21. Juli 1978 ID-Nr. 78000426  | 42 North Ave. 41° 57′ 19″ N, 71° 17′ 50″ W                                                | Attleboro          | |
| 31    | Carpenter Bridge                                   | Carpenter Bridge                                 | 6. Juni 1983 ID-Nr. 83000641   | Carpenter St. 41° 49′ 41″ N, 71° 15′ 20″ W                                                | Rehoboth           | |
| 32    | Carpenter Homestead                                | Carpenter Homestead                              | 17. Sep. 1993 ID-Nr. 93000902  | 80 Walnut St. 41° 51′ 2″ N, 71° 18′ 15″ W                                                 | Seekonk            | |
| 33    | Carpenter House                                    | Carpenter House                                  | 6. Juni 1983 ID-Nr. 83000642   | 89 Carpenter St. 41° 51′ 17″ N, 71° 15′ 17″ W                                             | Rehoboth           | |
| 34    | Christopher Carpenter House                        | Christopher Carpenter House                      | 6. Juni 1983 ID-Nr. 83000643   | 60 Carpenter St. 41° 51′ 21″ N, 71° 15′ 6″ W                                              | Rehoboth           | |
| 35    | Col. Thomas Carpenter III House                    | Col. Thomas Carpenter III House                  | 6. Juni 1983 ID-Nr. 83000644   | 77 Bay State Rd. 41° 50′ 40″ N, 71° 14′ 36″ W                                             | Rehoboth           | |
| 36    | Church of Christ, Swansea                          | Church of Christ, Swansea                        | 16. Feb. 1990 ID-Nr. 90000075  | 41° 45′ 3″ N, 71° 13′ 31″ W                                                               | Swansea            | |
| 37    | Pitt Clarke House                                  | Pitt Clarke House                                | 13. Juli 1976 ID-Nr. 76000230  | 42 Mansfield Ave. 41° 58′ 13″ N, 71° 11′ 40″ W                                            | Norton             | |
| 38    | The Codding Farm                                   | The Codding Farm                                 | 22. Apr. 2009 ID-Nr. 09000236  | 217 High St. 41° 59′ 8,5″ N, 71° 20′ 32,8″ W                                              | North Attleborough | |
| 39    | Benjamin Cole House                                | Benjamin Cole House                              | 16. Feb. 1990 ID-Nr. 90000066  | 412 Old Warren Rd. 41° 44′ 30,8″ N, 71° 13′ 57″ W                                         | Swansea            | |
| 40    | Colony Historic District                           | Colony Historic District                         | 16. Feb. 1990 ID-Nr. 90000079  | Gardner’s Neck und Mattapoisett Rds. 41° 42′ 35″ N, 71° 12′ 23″ W                         | Swansea            | |
| 41    | Commonwealth Avenue Historic District              | Commonwealth Avenue Historic District            | 12. Dez. 2003 ID-Nr. 03001261  | 41° 58′ 11″ N, 71° 18′ 37″ W                                                              | North Attleborough | |
| 42    | Coram Shipyard Historic District                   | Coram Shipyard Historic District                 | 5. Jan. 1998 ID-Nr. 97000625   | 2120, 2125 und 2130 Water St. 41° 48′ 46,1″ N, 71° 7′ 1,9″ W                              | Dighton            | |
| 43    | Cottage-Freeman Historic District                  | Cottage-Freeman Historic District                | 12. Dez. 2003 ID-Nr. 03001263  | 41° 58′ 3″ N, 71° 18′ 38″ W                                                               | North Attleborough | |
| 44    | Paul Cuffe Farm                                    | Paul Cuffe Farm                                  | 30. Mai 1974 ID-Nr. 74000394   | 1504 Drift Rd. 41° 32′ 57,1″ N, 71° 4′ 5,9″ W                                             | Westport           | National Historic Landmark                                                                                                |
| 45    | Caleb Cushing House and Farm                       | Caleb Cushing House and Farm                     | 6. Juni 1983 ID-Nr. 83000660   | 186 Pine St. 41° 51′ 4″ N, 71° 17′ 17″ W                                                  | Rehoboth           | |
| 46    | Dighton Rock                                       | Dighton Rock                                     | 1. Juli 1980 ID-Nr. 80000438   | 41° 48′ 46″ N, 71° 6′ 38″ W                                                               | Berkley            | |
| 47    | Dighton Wharves Historic District                  | Dighton Wharves Historic District                | 17. Juli 1997 ID-Nr. 97000725  | 2298-2328 Pleasant St. 41° 48′ 31″ N, 71° 7′ 16″ W                                        | Dighton            | |
| 48    | Dodgeville Mill                                    |                                                  | 14. Dez. 2018 ID-Nr. 100003220 | 453 S Main St. 41° 55′ 17,4″ N, 71° 17′ 57,8″ W                                           | Attleboro          | |
| 49    | Nathaniel Drown House                              | Nathaniel Drown House                            | 6. Juni 1983 ID-Nr. 83000663   | 116 Summer St. 41° 50′ 29″ N, 71° 15′ 32″ W                                               | Rehoboth           | |
| 50    | East Attleborough Academy                          | East Attleborough Academy                        | 4. Apr. 1985 ID-Nr. 85000694   | 28 Sanford St. 41° 56′ 46″ N, 71° 17′ 6″ W                                                | Attleboro          | |
| 51    | East Freetown Historic District                    | East Freetown Historic District                  | 9. Sep. 1999 ID-Nr. 99001115   | 41° 46′ 22,1″ N, 70° 57′ 55,1″ W                                                          | Freetown           | |
| 52    | Elm Cottage/Blanding Farm                          | Elm Cottage/Blanding Farm                        | 6. Juni 1983 ID-Nr. 83000666   | 103 Broad St. 41° 50′ 16,1″ N, 71° 17′ 29″ W                                              | Rehoboth           | |
| 53    | Fairhaven High School and Academy                  | Fairhaven High School and Academy                | 22. Jan. 1981 ID-Nr. 81000121  | Huttleston Ave. 41° 38′ 35,2″ N, 70° 54′ 23″ W                                            | Fairhaven          | |
| 54    | Fairhaven Town Hall                                | Fairhaven Town Hall                              | 22. Jan. 1981 ID-Nr. 81000122  | Center St. 41° 38′ 11″ N, 70° 54′ 14″ W                                                   | Fairhaven          | |
| 55    | Fire Barn                                          | Fire Barn                                        | 28. Jan. 1982 ID-Nr. 82004960  | Commonwealth Ave. 41° 58′ 17″ N, 71° 18′ 51,8″ W                                          | North Attleborough | |
| 56    | First Baptist Church and Society                   | First Baptist Church and Society                 | 16. Feb. 1990 ID-Nr. 90000060  | Baptist St. 41° 46′ 16″ N, 71° 16′ 9,1″ W                                                 | Swansea            | |
| 57    | First Parsonage for Second East Parish Church      | First Parsonage for Second East Parish Church    | 2. Apr. 1980 ID-Nr. 80000429   | 41 S. Main St. 41° 56′ 35,9″ N, 71° 17′ 7,1″ W                                            | Attleboro          | Gebäude wurde abgerissen.                                                                                                 |
| 58    | Fisher-Richardson House                            | Fisher-Richardson House                          | 11. Feb. 1998 ID-Nr. 98000096  | 354 Willow St. 42° 0′ 37,1″ N, 71° 13′ 41,9″ W                                            | Mansfield          | |
| 59    | Fort Phoenix                                       | weitere Bilder                                   | 9. Nov. 1972 ID-Nr. 72000120   | Innerhalb des Fort Phoenix Parks 41° 37′ 26″ N, 70° 54′ 11,2″ W                           | Fairhaven          | |
| 60    | Furnace Village Historic District                  | Furnace Village Historic District                | 6. Okt. 1983 ID-Nr. 83003938   | MA 106/123 42° 1′ 23,9″ N, 71° 7′ 57″ W                                                   | Easton             | |
| 61    | Francis L. Gardner House                           | Francis L. Gardner House                         | 16. Feb. 1990 ID-Nr. 90000077  | 1129 Gardner’s Neck Rd. 41° 43′ 14,9″ N, 71° 12′ 9″ W                                     | Swansea            | |
| 62    | Joseph Gardner House                               | Joseph Gardner House                             | 16. Feb. 1990 ID-Nr. 90000076  | 1205 Gardner’s Neck Rd. 41° 43′ 7″ N, 71° 12′ 15,1″ W                                     | Swansea            | |
| 63    | Preserved Gardner House                            | Preserved Gardner House                          | 16. Feb. 1990 ID-Nr. 90000061  | 90 Milford Rd. 41° 45′ 2,9″ N, 71° 11′ 57,8″ W                                            | Swansea            | |
| 64    | Samuel Gardner House                               | Samuel Gardner House                             | 16. Feb. 1990 ID-Nr. 90000068  | 1035 Gardner’s Neck Rd. 41° 43′ 22″ N, 71° 12′ 8″ W                                       | Swansea            | |
| 65    | Goff Farm                                          | Goff Farm                                        | 6. Juni 1983 ID-Nr. 83000672   | 157 Perryville Rd. 41° 52′ 2″ N, 71° 15′ 30″ W                                            | Rehoboth           | Eingetragen unter der Adresse 158 Perryville Rd.                                                                          |
| 66    | Goff Homestead                                     | Goff Homestead                                   | 6. Juni 1983 ID-Nr. 83000673   | 40 Maple Lane 41° 50′ 50″ N, 71° 13′ 27″ W                                                | Rehoboth           | |
| 67    | H. H. Richardson Historic District of North Easton | weitere Bilder                                   | 23. Dez. 1987 ID-Nr. 87002598  | 42° 4′ 12″ N, 71° 6′ 2,2″ W                                                               | Easton             | Im Distrikt stehen fünf von H. H. Richardson entworfene Gebäude; zugleich Bestandteil des North Easton Historic District. |
| 68    | Head of the River Historic District                | Head of the River Historic District              | 2. Dez. 2009 ID-Nr. 09000965   | 2-28 Main St. 41° 40′ 54,2″ N, 70° 55′ 9,1″ W                                             | Acushnet           | Erstreckt sich bis auf das Stadtgebiet von New Bedford.                                                                   |
| 69    | Hebronville Mill Historic District                 | Hebronville Mill Historic District               | 17. Mai 1984 ID-Nr. 84002126   | 41° 54′ 18″ N, 71° 19′ 12″ W                                                              | Attleboro          | |
| 70    | High, Church and Gould Streets Historic District   | High, Church and Gould Streets Historic District | 12. Nov. 1999 ID-Nr. 99001305  | 56-60-122 High St., 29-117 Church St. und 9-17 Gould St. 41° 58′ 59,8″ N, 71° 20′ 11,9″ W | North Attleborough | |
| 71    | Hill School                                        | Hill School                                      | 11. Apr. 1980 ID-Nr. 80000432  | 4 Middle St. 41° 35′ 12,8″ N, 70° 56′ 25,1″ W                                             | Dartmouth          | |
| 72    | Hixville Village Historic District                 | Hixville Village Historic District               | 17. Juni 1991 ID-Nr. 91000698  | 41° 40′ 55,9″ N, 71° 1′ 55,9″ W                                                           | Dartmouth          | |
| 73    | Hooper House                                       | Hooper House                                     | 8. Aug. 1990 ID-Nr. 90000074   | 306 Hortonville Rd. 41° 45′ 30″ N, 71° 11′ 49″ W                                          | Swansea            | |
| 74    | Hornbine Baptist Church                            | Hornbine Baptist Church                          | 6. Juni 1983 ID-Nr. 83000678   | 141 Hornbine Rd. 41° 47′ 55″ N, 71° 12′ 3″ W                                              | Rehoboth           | |
| 75    | Hornbine School                                    | Hornbine School                                  | 6. Juni 1983 ID-Nr. 83000679   | 144 Hornbine Road 41° 47′ 53″ N, 71° 12′ 7″ W                                             | Rehoboth           | |
| 76    | Welcome Horton Farm                                | Welcome Horton Farm                              | 6. Juni 1983 ID-Nr. 83000680   | 122 Martin St. 41° 47′ 58″ N, 71° 14′ 14″ W                                               | Rehoboth           | |
| 77    | Hortonville Historic District                      | Hortonville Historic District                    | 16. Feb. 1990 ID-Nr. 90000051  | 41° 46′ 27″ N, 71° 12′ 36″ W                                                              | Swansea            | |
| 78    | House at 197 Hornbine Road                         | House at 197 Hornbine Road                       | 6. Juni 1983 ID-Nr. 83000681   | 197 Hornbine Rd. 41° 47′ 28″ N, 71° 12′ 2″ W                                              | Rehoboth           | |
| 79    | House at 30 Kelton Street                          | House at 30 Kelton Street                        | 6. Juni 1983 ID-Nr. 83000682   | 30 Kelton St. 41° 49′ 50″ N, 71° 13′ 51″ W                                                | Rehoboth           | |
| 80    | Ingalls-Wheeler-Horton Homestead Site              | Ingalls-Wheeler-Horton Homestead Site            | 6. Juni 1983 ID-Nr. 83000684   | 214 Chestnut St. 41° 49′ 2″ N, 71° 14′ 49″ W                                              | Rehoboth           | |
| 81    | J. V. Johnson House                                | J. V. Johnson House                              | 8. Aug. 1990 ID-Nr. 90000069   | 36 Riverview Ave. 41° 42′ 55″ N, 71° 12′ 10″ W                                            | Swansea            | |
| 82    | Kingsley House                                     | Kingsley House                                   | 6. Juni 1983 ID-Nr. 83000688   | 108 Davis St. 41° 46′ 44″ N, 71° 15′ 39″ W                                                | Rehoboth           | Eingetragen unter der Adresse 96 Davis Street.                                                                            |
| 83    | Seth Knapp, Jr. House                              | Seth Knapp, Jr. House                            | 6. Juni 1983 ID-Nr. 83000689   | 82 Water St. 41° 48′ 46″ N, 71° 16′ 52″ W                                                 | Rehoboth           | |
| 84    | Long Plain Friends Meetinghouse                    | Long Plain Friends Meetinghouse                  | 26. Juni 1986 ID-Nr. 86001374  | 1341 N. Main St. 41° 44′ 49,9″ N, 70° 54′ 6,8″ W                                          | Acushnet           | |
| 85    | Long Plain School                                  | Long Plain School                                | 17. Juli 2012 ID-Nr. 12000413  | 1203 Main St. 41° 44′ 15″ N, 70° 53′ 47,4″ W                                              | Acushnet           | Heute bekannt als Long Plain Museum                                                                                       |
| 86    | Lowney Chocolate Factory                           | Lowney Chocolate Factory                         | 12. Apr. 2016 ID-Nr. 16000156  | 150 Oakland St. 42° 2′ 24,7″ N, 71° 12′ 49,5″ W                                           | Mansfield          | |
| 87    | Luther House                                       | Luther House                                     | 8. Aug. 1990 ID-Nr. 90000073   | 177 Market St. 41° 45′ 52″ N, 71° 16′ 9″ W                                                | Swansea            | |
| 88    | Luther Store                                       | Luther Store                                     | 22. Mai 1978 ID-Nr. 78000438   | 160 Old Warren Rd. 41° 44′ 41″ N, 71° 13′ 25″ W                                           | Swansea            | |
| 89    | Luther’s Corner                                    | Luther’s Corner                                  | 16. Feb. 1990 ID-Nr. 90000054  | Old Warren und Pierce Rds. 41° 44′ 42″ N, 71° 13′ 27″ W                                   | Swansea            | |
| 90    | William Luther House                               |                                                  | 16. Feb. 1990 ID-Nr. 90000067  | 79 Old Warren Rd. 41° 44′ 46″ N, 71° 13′ 16″ W                                            | Swansea            | |
| 91    | D. E. Makepeace Company                            | D. E. Makepeace Company                          | 18. Juli 1985 ID-Nr. 85001577  | 46 Pine St. 41° 56′ 32″ N, 71° 16′ 52″ W                                                  | Attleboro          | |
| 92    | Martin Farm                                        | Martin Farm                                      | 6. Juni 1983 ID-Nr. 83000691   | 121 Martin St. 41° 47′ 52″ N, 71° 14′ 14″ W                                               | Rehoboth           | |
| 93    | Martin House                                       | Martin House                                     | 2. Mai 1974 ID-Nr. 74000365    | 940 County St. 41° 48′ 50″ N, 71° 17′ 54″ W                                               | Seekonk            | |
| 94    | Martin House and Farm                              | Martin House and Farm                            | 2. Okt. 1978 ID-Nr. 78000437   | 22 Stoney Hill Rd. 41° 45′ 50″ N, 71° 15′ 36″ W                                           | Swansea            | |
| 95    | William P. Mason House                             | William P. Mason House                           | 8. Aug. 1990 ID-Nr. 90000121   | 5 Mason St. 41° 46′ 21″ N, 71° 16′ 24″ W                                                  | Swansea            | |
| 96    | Millicent Library                                  | Millicent Library                                | 15. Mai 1986 ID-Nr. 86001051   | 45 Center St. 41° 38′ 40,9″ N, 70° 54′ 15,1″ W                                            | Fairhaven          | |
| 97    | North Attleborough Town Center Historic District   | North Attleborough Town Center Historic District | 20. Dez. 1985 ID-Nr. 85003168  | 41° 58′ 59″ N, 71° 20′ 0″ W                                                               | North Attleborough | |
| 98    | North Easton Historic District                     | North Easton Historic District                   | 3. Nov. 1972 ID-Nr. 72000119   | 42° 4′ 13″ N, 71° 5′ 59″ W                                                                | Easton             | |
| 99    | North Easton Railroad Station                      | weitere Bilder                                   | 11. Apr. 1972 ID-Nr. 72000125  | 80 Mechanic St. 42° 4′ 11″ N, 71° 6′ 14″ W                                                | Easton             | Es gibt eine gleichnamige Station in Taunton, die ebenfalls im NRHP eingetragen ist.                                      |
| 100   | Northbound and Southbound Stations                 | weitere Bilder                                   | 5. Jan. 1989 ID-Nr. 88003128   | 1 and 3 Mill St. 41° 56′ 31″ N, 71° 17′ 6″ W                                              | Attleboro          | |
| 101   | Norton Center Historic District                    | Norton Center Historic District                  | 23. Dez. 1977 ID-Nr. 77000170  | MA 123 41° 58′ 3″ N, 71° 11′ 10″ W                                                        | Norton             | |
| 102   | Norton House                                       | Norton House                                     | 16. Feb. 1990 ID-Nr. 90000078  | 61 Old Providence Rd. 41° 46′ 21″ N, 71° 16′ 27″ W                                        | Swansea            | |
| 103   | Old Bay Road                                       | Old Bay Road                                     | 8. Nov. 1974 ID-Nr. 74000362   | 41° 58′ 54″ N, 71° 7′ 35″ W                                                               | Norton             | |
| 104   | Old Town Historic District                         | Old Town Historic District                       | 30. Mai 1991 ID-Nr. 91000599   | 41° 56′ 39,8″ N, 71° 20′ 24″ W                                                            | North Attleborough | |
| 105   | Padanaram Village Historic District                | Padanaram Village Historic District              | 5. Sep. 1985 ID-Nr. 85002010   | 41° 35′ 8,2″ N, 70° 56′ 30,1″ W                                                           | Dartmouth          | |
| 106   | Peck-Bowen House                                   | Peck-Bowen House                                 | 6. Juni 1983 ID-Nr. 83000700   | 330 Fairview Ave. 41° 52′ 19,9″ N, 71° 13′ 41,9″ W                                        | Rehoboth           | |
| 107   | James Perry House                                  | James Perry House                                | 6. Juni 1983 ID-Nr. 83000701   | 121 Perryville Rd. 41° 51′ 41″ N, 71° 15′ 26″ W                                           | Rehoboth           | |
| 108   | Capt. Mial Pierce Farm                             | Capt. Mial Pierce Farm                           | 6. Juni 1983 ID-Nr. 83000703   | 177 Hornbine Rd. 41° 47′ 41″ N, 71° 11′ 56″ W                                             | Rehoboth           | |
| 109   | Rehoboth Village Historic District                 | Rehoboth Village Historic District               | 6. Juni 1983 ID-Nr. 83000707   | Bay State Rd. und Locust Ave. 41° 50′ 26″ N, 71° 15′ 9″ W                                 | Rehoboth           | |
| 110   | Robinson Building                                  |                                                  | 30. Okt. 2023 ID-Nr. 100009506 | 37-41 Union St. 41° 56′ 36,5″ N, 71° 16′ 56,3″ W                                          | Attleboro          | |
| 111   | Capt. Joel Robinson House                          | Capt. Joel Robinson House                        | 20. Nov. 1978 ID-Nr. 78000428  | 111 Rocklawn Ave. 41° 56′ 17″ N, 71° 19′ 57″ W                                            | Attleboro          | |
| 112   | Russell Garrison                                   | Russell Garrison                                 | 6. Aug. 2018 ID-Nr. 100002215  | Fort Street 41° 35′ 52,7″ N, 70° 57′ 28,8″ W                                              | Dartmouth          | |
| 113   | Russells Mills Village Historic District           | Russells Mills Village Historic District         | 5. Sep. 1985 ID-Nr. 85002011   | 41° 34′ 23,2″ N, 71° 0′ 18″ W                                                             | Dartmouth          | |
| 114   | Herbert A. Sadler House                            | Herbert A. Sadler House                          | 21. Okt. 1982 ID-Nr. 82000489  | 574 Newport Ave. 41° 55′ 19,9″ N, 71° 21′ 15,8″ W                                         | Attleboro          | |
| 115   | Ezekiel Sawin House                                | Ezekiel Sawin House                              | 15. Juni 1979 ID-Nr. 79000327  | 44 William St. 41° 38′ 13″ N, 70° 54′ 17″ W                                               | Fairhaven          | |
| 116   | Short’s Tavern                                     | Short’s Tavern                                   | 16. Feb. 1990 ID-Nr. 90000072  | 282 Market St. 41° 45′ 42″ N, 71° 16′ 9″ W                                                | Swansea            | |
| 117   | Simcock House                                      | Simcock House                                    | 16. Feb. 1990 ID-Nr. 90000063  | 1074 Sharps Lot Rd. 41° 46′ 49″ N, 71° 10′ 19″ W                                          | Swansea            | |
| 118   | Smuggler’s House                                   | Smuggler’s House                                 | 16. Feb. 1990 ID-Nr. 90000065  | 361 Pearse Rd. 41° 44′ 5″ N, 71° 13′ 26″ W                                                | Swansea            | |
| 119   | Soldiers’ Memorial Library                         | Soldiers’ Memorial Library                       | 2. Juni 1995 ID-Nr. 95000681   | Kreuzung von Park Row und Union St. 42° 1′ 24″ N, 71° 13′ 2″ W                            | Mansfield          | |
| 120   | Somerset Village Historic District                 |                                                  | 13. März 2020 ID-Nr. 100005075 | 41° 46′ 27″ N, 71° 7′ 31,5″ W                                                             | Somerset           | |
| 121   | South Swansea Union Church                         | South Swansea Union Church                       | 16. Feb. 1990 ID-Nr. 90000055  | Gardner’s Neck Rd. 41° 43′ 27″ N, 71° 12′ 5″ W                                            | Swansea            | |
| 122   | South Washington Street Historic District          | South Washington Street Historic District        | 12. Okt. 1995 ID-Nr. 95001173  | 145-327 S. Washington St. und 1-6 Hunting St. 41° 58′ 28,9″ N, 71° 20′ 7,1″ W             | North Attleborough | |
| 123   | Spring Brook Cemetery                              | Spring Brook Cemetery                            | 6. Dez. 2007 ID-Nr. 07001240   | Spring St 42° 1′ 7,2″ N, 71° 13′ 19,6″ W                                                  | Mansfield          | |
| 124   | Swansea Friends Meeting House and Cemetery         | Swansea Friends Meeting House and Cemetery       | 15. Apr. 2014 ID-Nr. 14000156  | 223 Prospect Street 41° 44′ 19,3″ N, 71° 9′ 24,8″ W                                       | Somerset           | |
| 125   | Swansea Village Historic District                  | Swansea Village Historic District                | 16. Feb. 1990 ID-Nr. 90000053  | 41° 44′ 47″ N, 71° 11′ 26″ W                                                              | Swansea            | |
| 126   | Towne Street Historic District                     | Towne Street Historic District                   | 26. Nov. 2003 ID-Nr. 03001210  | 41° 58′ 21″ N, 71° 18′ 43,9″ W                                                            | North Attleborough | |
| 127   | Tucker Farm Historic District                      | Tucker Farm Historic District                    | 25. Aug. 1988 ID-Nr. 88000705  | 1178 Tucker Rd. 41° 37′ 45,8″ N, 70° 58′ 54,8″ W                                          | Dartmouth          | |
| 128   | Unitarian Memorial Church                          | Unitarian Memorial Church                        | 22. Nov. 1996 ID-Nr. 96001374  | 102 Green St. 41° 38′ 1″ N, 70° 54′ 9″ W                                                  | Fairhaven          | |
| 129   | U.S. Post Office Attleboro Main                    | U.S. Post Office Attleboro Main                  | 19. Okt. 1987 ID-Nr. 87001767  | 75 Park St. 41° 56′ 38″ N, 71° 16′ 54″ W                                                  | Attleboro          | |
| 130   | Samuel Viall House                                 | Samuel Viall House                               | 6. Juni 1983 ID-Nr. 83000728   | 85 Carpenter St. 41° 51′ 17″ N, 71° 15′ 15″ W                                             | Rehoboth           | |
| 131   | Walkden Farm                                       | Walkden Farm                                     | 16. Feb. 1990 ID-Nr. 90000071  | 495 Marvel St. 41° 46′ 35″ N, 71° 10′ 21″ W                                               | Swansea            | |
| 132   | Westport Point Historic District                   | weitere Bilder                                   | 25. Juni 1992 ID-Nr. 92000815  | 41° 31′ 24″ N, 71° 4′ 29″ W                                                               | Westport           | |
| 133   | Aaron Wheeler House                                | Aaron Wheeler House                              | 6. Juni 1983 ID-Nr. 83000730   | 371 Fairview Ave. 41° 52′ 27,8″ N, 71° 13′ 23,9″ W                                        | Rehoboth           | |
| 134   | Wheeler-Ingalls House                              | Wheeler-Ingalls House                            | 5. Juli 1983 ID-Nr. 83000731   | 51 Summer St. 41° 50′ 3,8″ N, 71° 14′ 51″ W                                               | Rehoboth           | |
| 135   | Woodcock-Hatch-Maxcy House Historic District       | Woodcock-Hatch-Maxcy House Historic District     | 12. Juli 1990 ID-Nr. 90001081  | 362 N. Washington St. 41° 59′ 34,1″ N, 71° 19′ 50,2″ W                                    | North Attleborough | |